# 康春元
康春元（1956年4月—）河北平山人，中国人民解放军中将。

## 生平
长期在北京军区从事军队政治工作，曾任北京军区政治部宣传部部长。2005年7月接替张瑞林任中国人民解放军陆军第六十五集团军政治部主任。2010年接替到龄退役的王秉伦任北京军区政治部副主任，跻身正军级。任内曾任北京市人大代表。2014年12月，首次跨大军区交流，任兰州军区副政委，成为副大军区级将领。2016年任中国人民解放军战略支援部队航天系统部政委。
2006年7月，晋升少将军衔。2016年，晋升中将军衔。2018年2月24日，当选为第十三届全国人大代表。